# Albert Jonnart
Albert Jonnart, né à Mons le 27 juillet 1889 et mort à Nordausques le 15 mars 1944, est un conseiller juridique colonial et résistant belge. 

## Biographie

### Carrière coloniale
Après ses études en droit à l'Université catholique de Louvain, Albert Jonnart s'embarque pour le Congo au mois de mars 1912 pour y assurer la fonction de magistrat colonial.

### Première Guerre mondiale
À la suite du déclenchement de la Première Guerre mondiale, Albert Jonnart revient en Europe avec l'intention de s'engager dans l'Armée belge. C'est ainsi qu'il est enrôlé au Havre, ville où s'est exilé le gouvernement belge. Albert Jonnart est envoyé sur le front belge, avec le grade de sous-lieutenant. Son attitude courageuse lui vaudra la Croix de Guerre et l'Ordre de la Couronne avec palmes. Il termine le conflit avec le grade de commandant.

### Entre deux-guerres
Après la guerre, Albert Jonnart s'inscrit au Barreau de Bruxelles en 1921 et devient conseiller juridique de sociétés coloniales. Il s'implique également dans la vie politique et associative en devenant président des Jeunes Gardes Catholiques. En 1932 il fonde un journal catholique à portée locale, la « Voix de Woluwe » dont il assume la fonction de rédacteur en chef.

### Seconde Guerre mondiale et résistance
Durant la Seconde Guerre mondiale, Albert Jonnart s'illustre par des faits de résistance. Avec l'aide de Guillaume Abeloos, secrétaire communal à Woluwe-Saint-Lambert et Jules Portauw, chef du service de la Population et de l'État civil, Albert Jonnart va fournir de faux documents d'identité et des timbres de rationnement aux jeunes gens réfractaires au travail obligatoire en Allemagne. Il va également héberger un jeune voisin juif, Ralph Mayer, recherché par les Allemands.
Albert Jonnart est arrêté le 13 juillet 1943 par la Gestapo (à la suite d'une trahison d’un voisin). Emprisonné à la prison de Saint-Gilles, transféré ensuite à Merksplas, il est finalement envoyé aux travaux de l'Organisation Todt sur le Mur de l'Atlantique, à Watten. Épuisé par la maladie et les carences alimentaires, Albert Jonnart meurt à Nordausques, entre Calais et Saint-Omer le 15 mars 1944.

## Famille
Albert Jonnart est le fils de Léon Jonnart, procureur du Roi à Mons. Il est également le père de Pierre Jonnart, ancien échevin de la jeunesse et des sports de Woluwe-Saint-Lambert.

## Honneurs
- Croix de guerre 1914-1918 ;
- Ordre de la Couronne avec palmes ;
- Une avenue porte son nom à Woluwe-Saint-Lambert ;
- Nommé juste parmi les nations.